# Letov Š-19
Letov Š-19 byl československý jednomotorový dopravní dvouplošník pro čtyři cestující z poloviny 20. let 20. století.

## Vývoj
V podstatě se jednalo o přestavbu bombardovacího Letov Š-6 na dopravní stroj. První prototyp Letov Š-19 (imatrikulace L-BADA) byl upraven ze 17. sériového stroje Š-6. Pohonná jednotka Maybach Mb.IVa o výkonu 191 kW zůstala zachována a byla použita rovněž u druhého prototypu (L-BADB) a tří sériových Š-19M (výr. č. 4, L-BALM, 6, L-BALO a 7, L-BALP).
Ostatní sériové letouny, označené Š-19W, létaly s motory Walter W-IV o výkonu 176 kW (výr. č. 1, L-BALI, 2, L-BALK, 3, L-BALL a 5, L-BALN).
Konstrukce typu umožňovala i dopravu nákladů, případně mohl sloužit jako vojenský bombardovací letoun. Vzhledem k zachování pevnosti trupu nebyly v boku dveře a cestující nastupovali a vystupovali po žebříku poklopem na stropu kabiny. Kabina cestujících byla umístěna hned za motorovým ložem, takže uvnitř byl značný hluk. Pilotní kabina byla otevřená a byla umístěna až za kabinou cestujících. Celková koncepce tedy nebyla k cestujícím přátelská.
Stroje sloužily u ČSA v letech 1925 až 1927 a celkem nalétaly 1039 hodin, převážně na lince Praha-Bratislava-Košice (L-BALI až L-BALK nesly později imatrikulaci OK-ALI až OK-ALL). Po ukončení provozu byly stroje v r. 1928 předány Ministerstvu veřejných prací. OK-ALL létal v r. 1929 u Masarykovy letecké ligy v Olomouci až do roku 1936.

## Specifikace

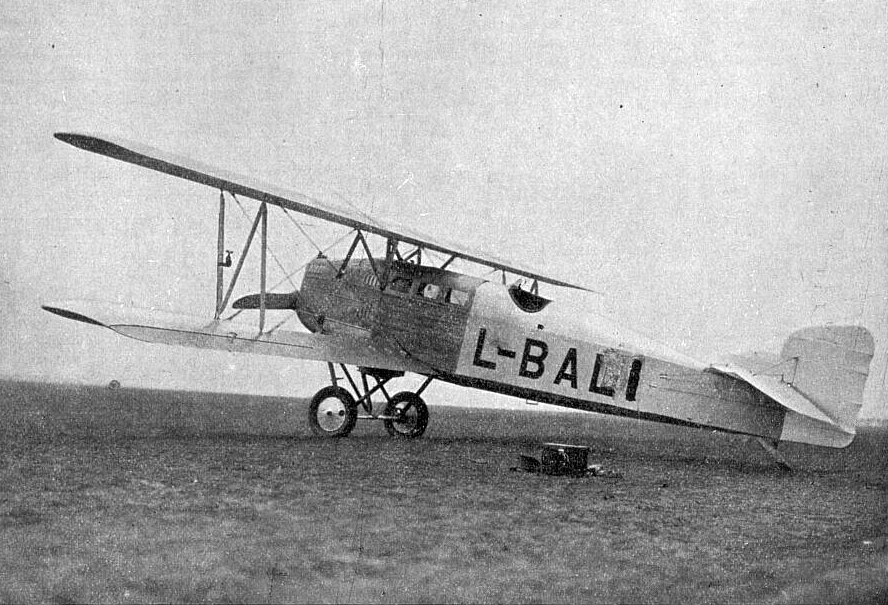
Letov Š-19W s motorem Walter W-IV

Údaje dle

### Technické údaje
- Osádka: 1
- Kapacita: 4 cestující
- Rozpětí: 14,10 m
- Délka: 8,85 m
- Nosná plocha: 45,00 m²
- Hmotnost prázdného stroje: 1404 kg
- Vzletová hmotnost: 2005 kg
- Plošné zatížení: 53,2 kg/m²

### Výkony
- Maximální rychlost: 178 km/h
- Cestovní rychlost: 164 km/h
- Výstup na 1000 m: 7 min
- Dostup: 4900 m
- Dolet: 770 km